# Bernhard Koßmann
Bernhard Koßmann (* 14. März 1938 in Oppeln) ist ein deutscher Literaturwissenschaftler,  Bibliothekar und Archivar.

## Leben und Wirken
Bernhard Koßmann legte seine Reifeprüfung 1958 am Staatlichen Neusprachlichen Gymnasium in Oberhausen ab und studierte seit dem Sommersemester 1958 Germanistik, Romanistik, Philosophie und Pädagogik zunächst an der Universität Marburg; nach einem Studiensemester an der Universität Freiburg/Br. setzte er sein Studium im Sommersemester 1960 an der Universität Köln fort und absolvierte das Staatsexamen für den höheren Schuldienst für die Fächer Germanistik und Philosophie dort 1964. Seine Promotion erfolgte 1966 bei dem Germanisten und Literaturwissenschaftler Wolfgang Binder. Im Jahre 1965 trat er als Bibliotheksreferendar an der Universitäts- und Stadtbibliothek Köln in die Ausbildung für den höheren Bibliotheksdienst ein und schloss diese 1967 mit der Fachprüfung am Bibliothekar-Lehrinstitut des Landes Nordrhein-Westfalen ab. Von 1967 bis 1970 war er dann als wissenschaftlicher Bibliothekar an der Universitäts- und Stadtbibliothek Köln tätig. 1970 wechselte er als Leiter der Zentralbibliothek des Klinikums an die Universitätsbibliothek Bochum; von 1972 bis 1979 war er an der Universitätsbibliothek Duisburg-Essen tätig – dort wurde er 1973 zum Bibliotheksdirektor ernannt. Seit 1979 wirkte Koßmann als Leiter der Benutzungsabteilung und Stellvertreter des Direktors an der Stadt- und Universitätsbibliothek Frankfurt/M. Im Nebenamt unterrichtete er an der Bibliotheksschule Frankfurt. Zuletzt leitete Koßmann die Dokumentation und Archive des Hessischen Rundfunks.
Besonders hervorzuheben ist seine Tätigkeit als dritter Herausgeber der Bibliographie der deutschen Sprach- und Literaturwissenschaft nach Clemens Köttelwesch.

## Schriften
- Alchemie und Mystik in Johann Valentin Andreaes „Chymischer Hochzeit Christiani Rosencreütz“. Dissertation Universität Köln 1966.
- Deutsche Universallexika des 18. Jahrhunderts. Ihr Wesen und ihr Informationswert, dargestellt am Beispiel der Werke von Jablonski und Zedler. In: Börsenblatt für den deutschen Buchhandel / Archiv für die Geschichte des Buchwesens, Bd. 67 (1968), S. 2947–2968.
- (Bearb., mit Monika Richter): Alfons Paquet 1881–1944. Begleitheft zur Ausstellung der Stadt- und Universitätsbibliothek Frankfurt am Main, 10. September – 7. Oktober 1981. Frankfurt/M. 1981, ISBN 3-88131-023-1.
- Hilfen zur Bibliotheksbenutzung. Erkenntnisse aus dem DFG-Modellprogramm für die Schulung von Erstbenutzern. In: Jürgen Hering (Hrsg.): Etatkürzungen und Öffentlichkeitsarbeit. Bibliotheken im Umbruch? (= Zeitschrift für Bibliothekswesen und Bibliographie, Sonderhefte, Bd. 38). Klostermann, Frankfurt/M. 1983, S. 124–132, ISBN 3-465-01566-5.
- Aktuelle Fragen zu Gebühren im Deutschen Leihverkehr. In: Zeitschrift für Bibliothekswesen und Bibliographie, Bd. 30 (1983), S. 401–407.
- (Bearb.): Hilde Domin. Begleitheft zur Ausstellung der Stadt- u. Universitätsbibliothek Frankfurt am Main, 12. Januar – 27. Februar 1988. Frankfurt/M. 1988, ISBN 3-88131-055-X.
- (Mitarb.): Christoph Meckel. Begleitheft zur Ausstellung der Stadt- und Universitätsbibliothek Frankfurt am Main, 2. bis 30. November 1988. Frankfurt/M. 1988, ISBN 3-88131-057-6.
- (Hrsg.): Hörfunk-Abenstudio 1948–1968 (Bestandsverzeichnis, Bd. 4). Hessischer Rundfunk, Frankfurt/M. 1988.
- (Bearb.): Benütze Foto als Waffe! John Heartfield – Fotomontagen. Ausstellung der Stadt- und Universitätsbibliothek Frankfurt am Main aus Anlaß d. Jubiläums „150 Jahre Photographie“, 21. Sept. bis 28. Okt. 1989. Frankfurt/M. 1989, ISBN 3-88131-063-0.
- (mit Georg Thiele): Erhalt und Verfügbarkeit historischer Buchbestände durch Microfiche-Reproduktion. In: Zeitschrift für Bibliothekswesen und Bibliographie, Bd. 36 (1989), S. 99–108.
- (Hrsg.): Judaika im Fernsehprogramm des hr 1957–1992 (= Bestandsverzeichnis, Bd. 8). Hessischer Rundfunk, Frankfurt/M. 1992.
- (Hrsg.): Vertreter der Frankfurter Schule in Hörfunkprogrammen 1950–1992 (Bestandsverzeichnis, Bd. 8). Hessischer Rundfunk, Frankfurt/M. 1992.
- (Hrsg.): Radio-Sinfonie-Orchester Frankfurt 1965–1990. Stereoaufnahmen (Bestandsverzeichnis, Bd. 10). Hessischer Rundfunk, Frankfurt/M. 1992.
- (Hrsg.): Deutsches Jazz-Festival 1953–1992 (Bestandsverzeichnis, Bd. 11). Hessischer Rundfunk, Frankfurt/M. 1994.
- (Red.): Kunst im Hessischen Rundfunk. Frankfurt/M. 2000.
- (Hrsg.): Gerhard Koßmann / Von der Weltanschauung zur Wahrheit. Vorträge zur Einführung in das philosophische Denken. Südwestdeutscher Verlag für Hochschulschriften, Saarbrücken 2010, ISBN 978-3-8381-1759-1.